# Mnesicles burgersi
Mnesicles burgersi är en insektsart som beskrevs av Bolívar, C. 1925. Mnesicles burgersi ingår i släktet Mnesicles och familjen Chorotypidae. Inga underarter finns listade i Catalogue of Life.